# Інструкція з транслітерації білоруської мови

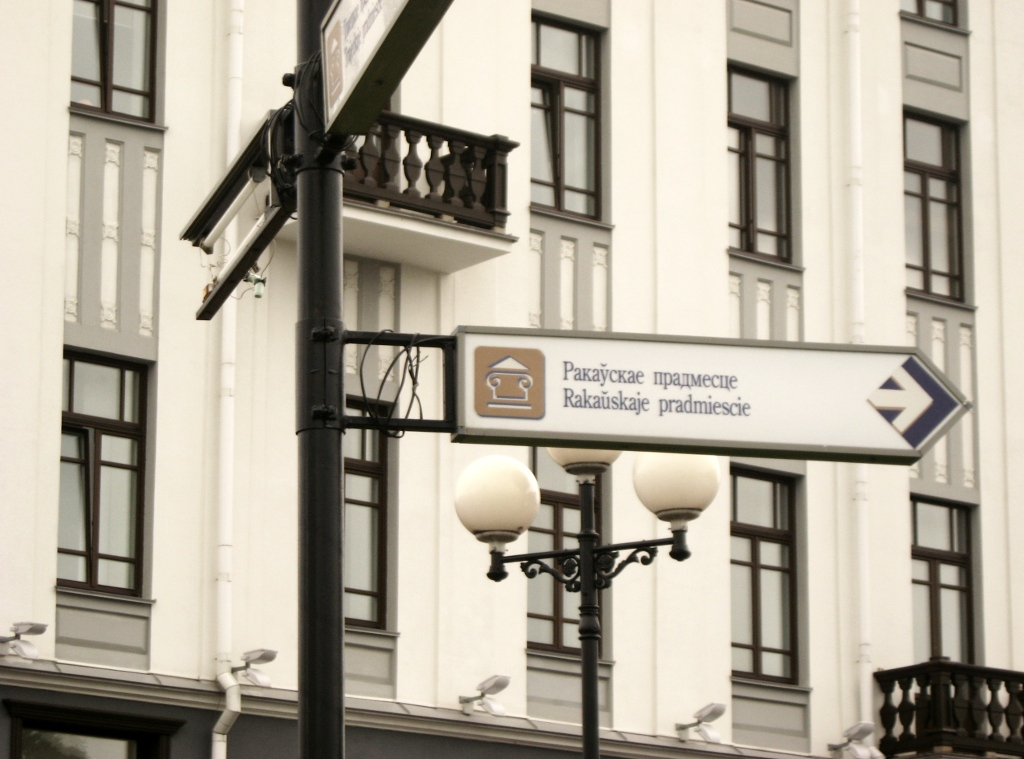
Вказівник в Мінську з написом відповідно до Інструкції по транслітерації

Інструкція з транслітерації географічних назв Республіки Білорусь буквами латинського альфабету (2007), нормативна (з 18 червня 2007) система романізації білоруського кириличного тексту в білоруських географічних назвах і в картографічній і подібнії продукції, які випускають у Республіці Білорусь для міжнародного використання.
Створена на основі історичної білоруської латинки, яку розробив Броніслав Тарашкевич. У якийсь момент вона повністю збігалася з класичною національною латинкою, але згодом інструкції таємно змінили — без пояснень змінили передачу м'якого /l/. Загалом, за світовою практикою, якщо певна мова має традиційний латинський альфабет, усі власні назви (не лише географічні), що належать до цієї мови, мають незмінно передавати в латинському просторі інших мов. Окремі системи транслітерації створюють лише для мов, які історично не мають латинського альфабету.
Остання версія розробленої інструкції була подана білоруською владою до Робочої групи ООН з романізації Групи експертів ООН з географічних назв (UNGEGN) і запропонована для використання як національної конференції на IX Конференції ООН зі стандартизації географічних назв. У 2013 році UNGEGN затвердила цю версію як систему транслітерації для географічних назв у Білорусі.
У 2022 році режим Лукашенка наказав своїм структурам припинити використання Інструкції з транслітерації, а 24 березня 2023 року через проросійських активістів інструкцію остаточно скасували.

## Статус

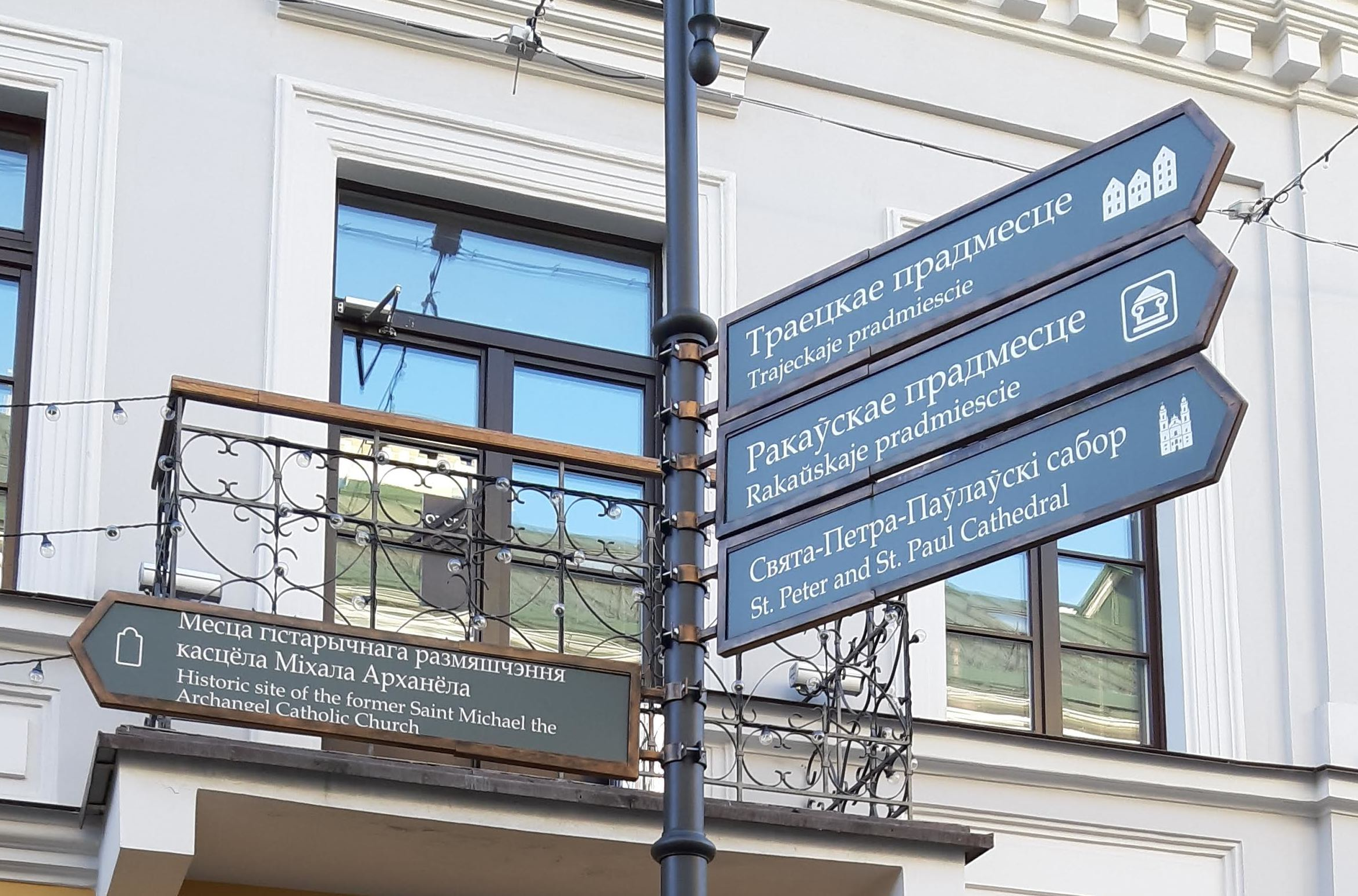
Вивіска на вулиці Комсомольській у Мінську

Інструкція прийнята постановою Білоруського державного комітету земельних ресурсів, геодезії та картографії (2000-11-23). Офіційна назва документа російською рос. «Инструкция по транслитерации географических названий Республики Беларусь буквами латинского алфавита». Документ опубліковано в Національному реєстрі судових актів Республіки Білорусь (випуск №3, 2001-01-11).
У пресі повідомляється, що з жовтня 2006 року ця інструкція рекомендована для використання Робочою групою з систем романізації Групи експертів ООН з географічних назв (UNGEGN). Остаточне рішення ООН було заплановано на конференцію 2007 року.
Система була знову змінена 11 червня 2007 року, головним чином, щоб відповідати рекомендаціям WGRS ООН, які рекомендують уникати використання орграфів, якщо це можливо, і прийнята ООН у версії 3.0 їхньої доповіді про романізацію від 17 березня 2008 року. Стандарт транслітерації заснований на традиційному білоруському латинському альфабеті (Łacinka).
У лютому 2013 року систему було рекомендовано до прийняття як міжнародну систему латинізації білоруських географічних назв.
Інструкція замінює попередні рівнозначні положення та встановлює правила передання білоруських географічних назв, які є обов'язковими на території Республіки Білорусь, при виробництві картографічних та інших (рівноцінних?) товарів, призначених для міжнародного використання.

## Основні положення
Використовуються три діакритичні знаки:
- Гачек ( ˇ ), U+030C, поєднується тільки з Cc, Ss, Zz.
- Акут ( ´ ), U+0301, поєднується тільки з Cc, Ll, Nn, Ss, Zz.
- Бревіс ( ˘ ), U+0306, поєднується тільки з Uu.

| Кирилиця    | Романізація | Спеціальне положення                                                                      | Приклади                                                                     |
| ----------- | ----------- | ----------------------------------------------------------------------------------------- | ---------------------------------------------------------------------------- |
| А а         | A а         | -                                                                                         | Аршанскі - Aršanski                                                          |
| Б б         | B b         | -                                                                                         | Бешанковічы - Biešankovičy                                                   |
| В в         | V v         | -                                                                                         | Віцебск - Viciebsk                                                           |
| Г г         | H h         | -                                                                                         | Гомель - Homieĺ, Гаўя - Наŭja                                                |
| Д д         | D d         | -                                                                                         | Добруш - Dobruš                                                              |
| Е е         | Je je       | На початку слова, після голосних або апострофа, або роздільного м’якого знака, або Уў/Ŭŭ. | Ельск - Jeĺsk, Бабаедава - Babajedava                                        |
|             | iе          | Після приголосних.                                                                        | Лепель - Liepieĺ                                                             |
| Ё ё         | Jo jo       | На початку слова, після голосних або апострофа, або роздільного м’якого знака, або Уў/Ŭŭ. | Ёды - Jody, Вераб’ёвічы - Vierabjovičy                                       |
|             | io          | Після приголосних.                                                                        | Мёры - Miory                                                                 |
| Ж ж         | Ž ž         | -                                                                                         | Жодзішкі - Žodziški                                                          |
| З з         | Z z         | -                                                                                         | Зэльва - Zeĺva                                                               |
| І і         | I i         | -                                                                                         | Iванава - Ivanava, Iўе - Iŭje                                                |
| Й й         | J j         | -                                                                                         | Лагойск - Lahojsk                                                            |
| К к         | K k         | -                                                                                         | Круглае - Kruhlaje                                                           |
| Л л         | L l         | -                                                                                         | Любань - Liubań                                                              |
| М м         | M m         | -                                                                                         | Магілёў - Mahilioŭ                                                           |
| Н н         | N n         | -                                                                                         | Нясвіж - Niasviž                                                             |
| О о         | O o         | -                                                                                         | Орша - Orša                                                                  |
| П п         | P p         | -                                                                                         | Паставы - Pastavy                                                            |
| Р р         | R r         | -                                                                                         | Рагачоў - Rahačoŭ                                                            |
| С с         | S s         | -                                                                                         | Светлагорск - Svietlahorsk                                                   |
| Т т         | T t         | -                                                                                         | Талачын - Talačyn                                                            |
| У у         | U u         | -                                                                                         | Узда - Uzda                                                                  |
| Ў ў         | Ŭ ŭ         | -                                                                                         | Шаркаўшчына - Šarkaŭščyna                                                    |
| Ф ф         | F f         | -                                                                                         | Фаніпаль - Fanipaĺ                                                           |
| Х х         | Ch ch       | -                                                                                         | Хоцімск - Chocimsk                                                           |
| Ц ц         | C c         | -                                                                                         | Цёмны Лес - Ciomny Lies                                                      |
| Ч ч         | Č č         | -                                                                                         | Чавусы - Čavusy                                                              |
| Ш ш         | Š š         | -                                                                                         | Шуміліна - Šumilina                                                          |
| ’(апостроф) | -           | Не транслітерується.                                                                      | Раз’езд - Razjezd                                                            |
| Ы ы         | Y y         | -                                                                                         | Чыгірынка - Čyhirynka                                                        |
| Ь ь         | ´ (акут)    | Поєднання літери й акута.                                                                 | дзь = dź, зь = ź, ль = ĺ, нь = ń, сь = ś, ць = ć. Приклад: Чэрвень - Červień |
| Э э         | E e         | -                                                                                         | Чачэрск - Čačersk                                                            |
| Ю ю         | Ju ju       | На початку слова, після голосних або апострофа, або роздільного м’якого знака, або Уў/Ŭŭ. | Юхнаўка - Juchnaŭka, Гаюціна - Hajucina                                      |
|             | iu          | Після приголосних.                                                                        | Любонічы - Liuboničy                                                         |
| Я я         | Ja ja       | На початку слова, після голосних або апострофа, або роздільного м’якого знака, або Уў/Ŭŭ. | Ямнае - Jamnaje, Баяры - Bajary                                              |
|             | iа          | Після приголосних.                                                                        | Вязынка - Viazynka, Валяр’яны - Valiarjany                                   |

Примітка: Початкова версія 2000 року відрізнялася від наведеної вище: ў = ú, ь = ’ (апостроф; напр., дзь = dz’, зь = z’, ль = l’, нь = n’, сь = s’, ць = c’).

## Історія
Перше видання Інструкції з транслітерації білоруських географічних назв було офіційно затверджено в 2000 році, але широкого поширення не відбулось. У нормативному довіднику «Назви населених пунктів Республіки Білорусь: Мінська область», виданому в 2003 році, транслітерація повністю збігається з класичною латиницею.
У жовтні 2006 року на конференції експертів ООН з топоніміки в Таллінні було прийнято рішення, що білоруські топоніми латинкою збережуть риси білоруської ортоепії. Головний спеціаліст сектору картографії Держмайна Білорусі Наталія Авраменко зазначила, що інструкція з транслітерації базується на білоруській латинці, розробленій Броніславом Тарашкевичем, хоча її не можна вважати білоруською латинкою в повному сенсі, оскільки це виключно система транслітерації.

### Зміни та доповнення
У 2006 та 2007 роках було змінено офіційну редакцію Указу та спосіб транслітерації, основним з яких стало перенесення букви «ў» як «ŭ» замість «ú», а комбінації букв «дзь», «зь», «ль», «нь», «сь», «ць» як «dź», «ź», «ĺ», «ń», «ś», «ć» відповідно замість попередніх комбінацій «dz'», «z'», «l'», «n'», «s'», «c'»; апостроф перестав вживатися.

## Використання

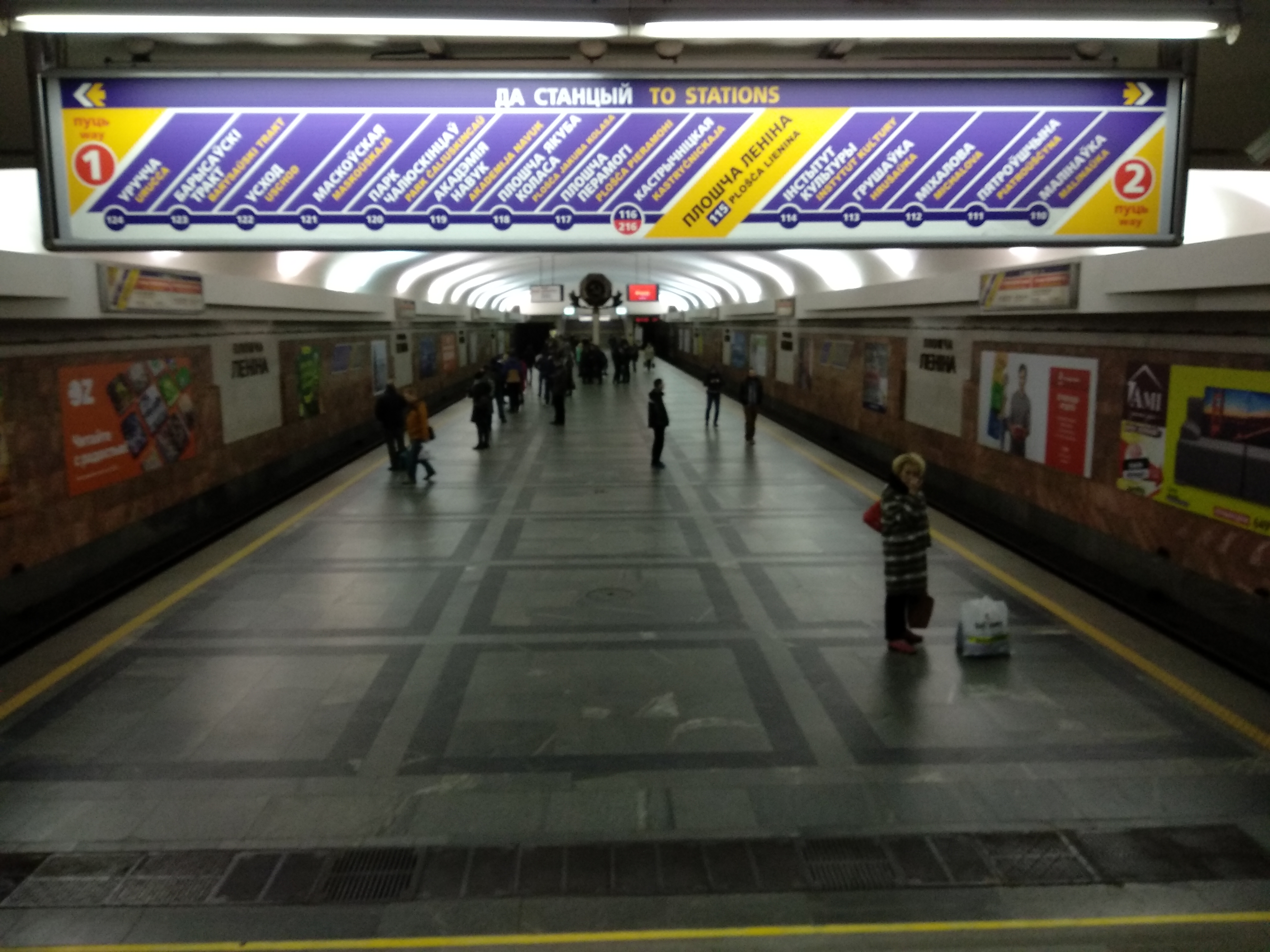
Покажчик на станції мінського метро

Однією з перших мап, створених із застосуванням правил транслітерації згідно з Інструкцією, була туристична карта Білорусі, видана в 2005 році Комітетом земельних ресурсів, геодезії та картографії. Назви географічних назв у ньому подано відповідно до редакції чинної на той час Інструкції: «Barysaú», «Červien´» «Mar´ina Horka».
Через кілька років республіканське унітарне підприємство «Белгеадэзія» випустило нові карти, назви яких відповідали чинній доопрацьованій редакції Інструкції. Приблизно в цей же час у центрі Мінська з’явилися таблички до історичних районів міста та станцій метро, назви яких передавались згідно з Інструкцією з транслітерації.
У серпні 2009 року Google відкрив можливість редагування карти Білорусі у своєму сервісі Google Maps. Передбачається, що білоруські географічні назви мовами, відмінними від білоруської та російської, будуть передаватися відповідно до цієї Інструкції.

### Використання в мінському метро
У серпні 2012 року на станції «Інститут культури» Мінського метро з’явилася нова схема ліній метро, де назви станцій дублюються відповідно до Інструкції з транслітерації. Через три місяці, у листопаді 2012 року, з введенням в експлуатацію трьох нових станцій Мінського метрополітену – «Грушівка», «Михалово», «Петровщина» – нові схеми з назвами станцій, продубльованими латинським альфабетом згідно з Інструкцією, також з’явилися на деяких інших станціях та поїзди метро.
Поява нових схем стало широко відомою в суспільстві, в білоруському сегменті Інтернету точилися широкі дискусії про доцільність використання саме такої системи. Водночас керівництво Мінського метрополітену повідомило, що система транслітерації була прийнята на засіданні топонімічної комісії Ради міністрів 4 жовтня 2012 року, за результатами якої було прийнято рішення про дублювання назв станцій латинським альфабетом відповідно до Інструкції транслітерації.
Проте на станції «Площа Леніна» назви були продубльовані латинськими літерами не відповідно до Інструкції. Це пов’язано з тим, що станція «Площа Леніна» була першою станцією, де з’явилися вивіски та інформаційні знаки нової моделі, а через непорозуміння оригінальні назви були перенесені на літери латинського альфабету іншим способом.

## Відмінності від історичної латиниці
Спосіб транслітерації, запропонований в останній редакції Інструкції, майже повністю збігається з передачею назв класичною латиницею. Між ними можна виділити лише три значні розбіжності та одну незначну:
- Згідно з Інструкцією, транслітерація назв походить від офіційного варіанту їх написання, а тому асиміляційна м’якість з деякими іншими ортографічними ознаками не вказана, тоді як у класичній латиниці вона повністю збережена: Niasviž (за Інструкцією) — Niaśviž (історичною латиницею), Ikazń (згідно з Інструкцією) — Ikaźń (історичною латиницею). Тобто написання латинкою чітко відповідає написанню класичного правопису (тарашкевиці), а написання географічних назв згідно з Інструкцією однозначно відповідає написанню офіційного правопису (наркомівки).
- В історичній білоруській латиниці твердий звук [l] передається буквою «Ł» («ł»), а м’який звук [l'] — буквою «L» («l»). Інструкція пропонує для позначення твердого звуку [l] букву «L» («l»), а для м’якого звуку [l’] букву «Ĺ» («ĺ»): Fanipaĺ (згідно з Інструкцією) — Fanipal (історичною латиницею), Lahojsk  (згідно з Інструкцією) — Łahojsk (історичною латиницею).
- Історична білоруська латиниця допускає використання літери «g», що відповідає звуку [ґ], який рідко використовується в білоруській мові. Використання літери «g» правилами Інструкції з транслітерації взагалі не передбачено.

### Критика
На думку професорки та докторки філологічних наук Ніни Барщевської, написання на кшталт lies, у запропонованій системі транслітерації, може призвести до помилкової дифтонгічної вимови, оскільки в деяких білоруських діалектах на півдні Білорусі, а також на Підляшші є дифтонг ie, що вимовляється як звук [і], який плавно переходить у [e].
Як зазначає білоруський мовознавець Вінцук Вячорка, введення цього розрізнення було таємним і необґрунтованим: буква Ll у самій латинській мові є «напівм’якою», м’який звук для білоруського вуха. Водночас зміна її значення на тверде [l], крім іншого, погіршує впізнаваність білоруського письма запозичень. Відповідно, необхідно відрізняти латиницю як національний альфабет від офіційної романізації топонімів.